# Leycesteria

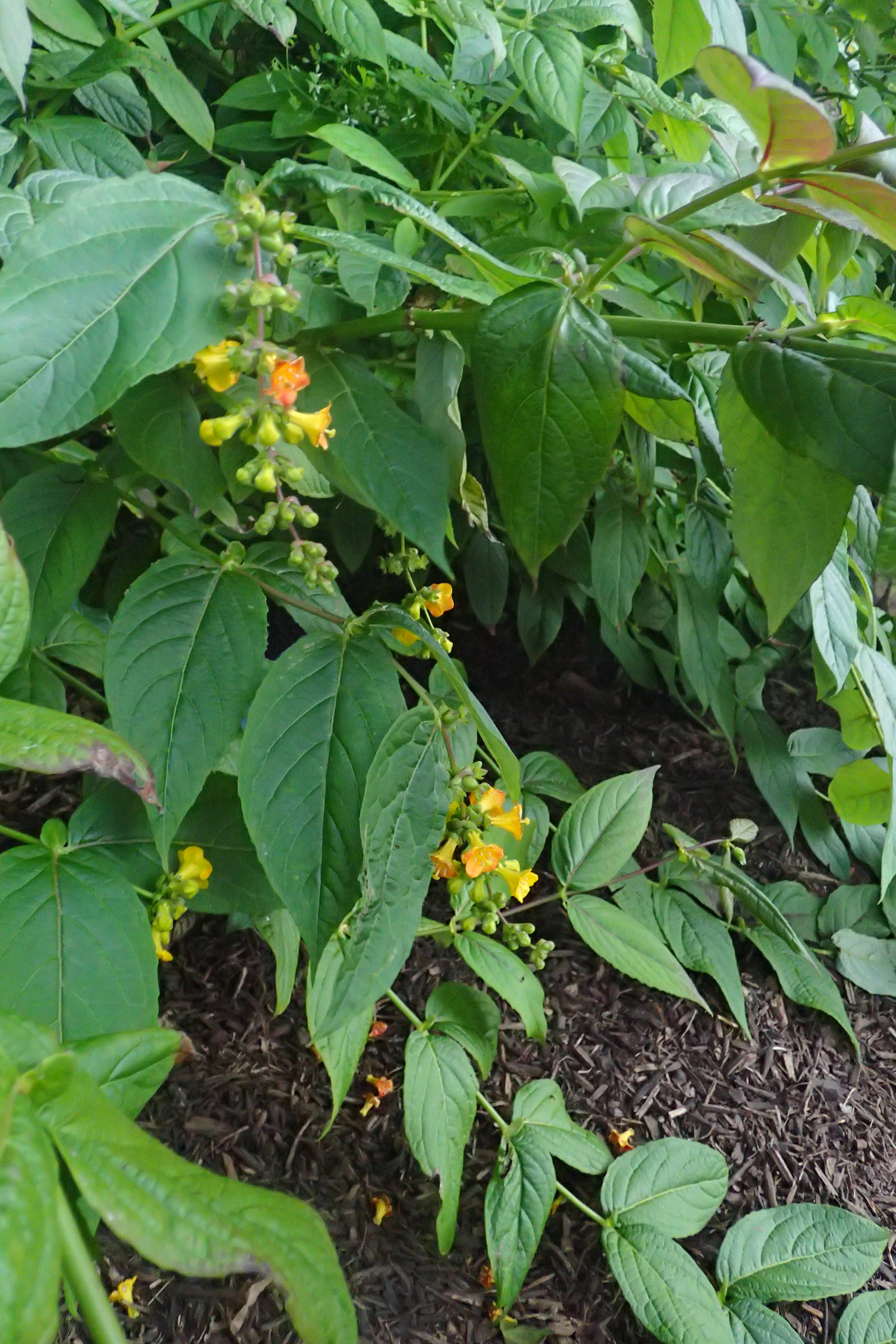
Leycesteria crocothyrsos

Leycesteria – rodzaj krzewów z rodziny przewiertniowatych. Należy do niego 5–6 gatunków. W naturze rosną one w wilgotnych lasach i na skałach w Himalajach i południowo-zachodnich Chinach. Dwa gatunki rozpowszechnione zostały jako krzewy ozdobne – L. formosa i rzadziej uprawiany L. crocothyrsos. 

## Morfologia
PokrójKrzewy o pędach prosto wznoszących się lub przewisających, osiągające do 4 m wysokości. Pędy dęte lub pełne.
LiścieOpadające na zimę, naprzeciwległe, całobrzegie (czasem piłkowane lub zatokowo wrębne), długo zaostrzone. Przylistków brak lub obecne.
KwiatyBezwonne, zebrane po trzy lub więcej w okółkach w kwiatostanie tworzącym kłos złożony wyrastający na szczycie pędu lub w kątach liści. Kwiaty wsparte są okazałymi, sercowatymi, czasem intensywnie zabarwionymi na czerwono przysadkami. Kielich składa się z 5 wąskich działek. Korona kwiatu lejkowata, składa się z 5 płatków zrośniętych u nasady w długą rurkę, na szczycie rozpostartych, o symetrii promienistej. Płatki są białe, żółte, czerwone lub purpurowe. Pręcików jest 5, z nitkami przyrośniętymi od tyłu pylnika. Zalążnia jest dolna, 5–8-komorowa z licznymi zalążkami. Słupek pojedynczy z długą, cienką szyjką i główkowatym lub podzielonym na łatki znamieniem.
OwoceJagody zawierające liczne, drobne nasiona.

## Systematyka
Pozycja systematyczna według APweb (aktualizowany system APG IV z 2016)
Rodzaj z rodziny przewiertniowatych Caprifoliaceae, stanowiącej grupę siostrzaną dla piżmaczkowatych w obrębie rzędu szczeciowców Dipsacales w grupie euasterids II wchodzącej w skład kladu astrowych (asterids) należącego do dwuliściennych właściwych (eudicots).
Wykaz gatunków
- Leycesteria crocothyrsos Airy Shaw
- Leycesteria formosa Wall.
- Leycesteria glaucophylla (Hook. f. & Thomson) C.B. Clarke
- Leycesteria gracilis (Kurz) Airy Shaw
- Leycesteria sinensis Hemsl.
- Leycesteria stipulata (Hook. f. & Thomson) Fritsch